# Seyðisfjörður (Vestfirðir)
Seyðisfjörður – fiord w północno-zachodniej Islandii (Vestfirðir), jeden z bocznych fiordów na południowym brzegu fiordu Ísafjarðardjúp. Na zachód od niego leży fiord Álftafjörður, a na zachód Hestfjörður. Wchodzi w głąb lądu na około 8 km. Szerokość u wejścia wynosi około 2 km.  Wzdłuż zachodniego brzegu fiordu biegnie droga nr 61.